# Otto Ciliax
Otto Ciliax (Gotha, Alemania, 30 de octubre de 1891 - Lübeck, 12 de diciembre de 1964) fue un almirante de la Kriegsmarine durante la Segunda Guerra Mundial que alcanzó connotación por el éxito de la Operación Cerberus en febrero de 1942.

## Biografía
Otto Ciliax ingresó en la Kaiserliche Marine en 1910 como cadete, alcanzando el grado de teniente en 1913, de teniente coronel en 1915 y capitán de corbeta en 1928. Entre 1911 y 1912 asistió a la escuela de especializaciones de la Armada tomando la rama de torpederos y de submarinos.
En la Primera Guerra Mundial sirvió como oficial en lanchas torpederas y submarinos y en 1918 tomó el mando del U-96 hasta 1919.
En 1926, sirve como comandante naval del Weltkrieg (Reichsmarine) en Tsing-Tao en China y el emperador Pu-Yi le nombra Comandante de la Flota Imperial de China (honorífico).
Terminada la Gran Guerra, Ciliax toma el mando de buques torpederos y en 1923 funge como asesor en la Oficina de Servicios de la Armada en Hamburgo y Bremen. Ciliax es nombrado jefe de flotilla de torpederos desde 1926 hasta 1928.
Desde 1929 hasta 1931 es oficial del Estado Mayor de las Fuerzas del Báltico y con el advenimiento de la Alemania nazi sirve como Jefe de Flota en el Alto Mando de la Kriegsmarine.
Es comandante del acorazado de bolsillo Admiral Scheer desde 1936 hasta 1938 y sirve fugazmente como comandante del nuevo crucero de batalla Scharnhorst y luego del Gneisenau, participando en una infructuosa misión en la que se hunde al HMS Rawalpindi, para luego asumir con el grado de almirante la jefatura de la Zona Naval del Mar del Norte.

## Operaciones navales
En febrero de 1942, es nombrado por el Gran Almirante Erich Raeder comandante de la agrupación de cruceros alemanes que realiza un escape a plena luz del día a través de Canal de la Mancha para salir del bloqueo del puerto de Brest, enarbolando su insignia en el Scharnhorst, lo que consigue exitosamente obteniendo la Cruz de Caballero de la Cruz de Hierro el 23 de marzo de 1942 y alcanzando renombre y reconocimiento aun de los mismos ingleses. Es nombrado comandante del Tirpitz con base en Trondheim.
El 5 de marzo de 1942, recibe la noticia del avistamiento del convoy PQ-12 cerca de la isla de Jan Mayen con destino a Murmansk (el avión de observación alemán no informó de la poderosa escolta que le seguía) y recibe la orden de realizar un incursión con el Tirpitz y una flotilla de destructores para interceptar dicho convoy. 
Ya sea por las pésimas condiciones atmosféricas, el avistamiento de la formación alemana por parte del submarino británico Sea Wolf y el alertamiento de la Home Fleet que le envió aviones torpederos del HMS Victorius, el 9 de marzo el Tirpitz estuvo a punto de correr la misma suerte que el Bismarck: Ciliax tuvo que refugiar su buque en Narvik sin lograr más propósito que uno de sus destructores hundiera un pequeño carguero soviético. El 21 de marzo es ascendido a vicealmirante y condecorado con la Cruz de Caballero de la Cruz de Hierro. Esta incursión tuvo por efecto que los ingleses mantuvieran en Scapa Flow a sus mejores unidades en previsión de la amenaza que representaba el Tirpitz. 
La escasez de carburante limitó las acciones de Ciliax hasta junio de 1942 en que una vez reaprovisionado de carburante realizó la operación Rösselsprung que resultó una fallida incursión de superficie contra el convoy PQ-17 que finalmente sería semidestruido por los U-boot.
Es nombrado Comandante de la Flota del Báltico desde agosto hasta septiembre de 1942, y debido a un mal momento de relaciones con Raeder es relegado a Inspector de la flota de torpederos en el Báltico hasta marzo de 1943.
Cuando asume Karl Dönitz como Gran Almirante es restituido como Comandante de la Armada en Noruega.
Permanecería en ese cargo hasta el 25 de abril de 1945 donde es destituido a raíz de una disputa con el Gran almirante Dönitz siendo reemplazado por Theodor Krancke.
Es capturado en abril de 1945 y sometido a cautiverio hasta febrero de 1946 sin formulársele cargo alguno por parte de los 
Juicios de Núremberg, por lo que es liberado.
Falleció en Lübeck en 1964 a la edad de 73 años.

## Condecoraciones
- Cruz de Hierro 2.ª Clase 1914 (Eisernes Kreuz 1914, II. Klasse) - 13/06/1916.
- Cruz de Hierro 1.ª Clase 1914 (Eisernes Kreuz 1914 I Klasse) - 03/11/1916.
- Cruz al Mérito Militar de Austria de 3.ª Clase con decoración de guerra (Österreichisches Militär-Verdienstkreuz, III. Klasse mit Kriegsdekoration) - 25/03/1917.
- Insignia de Submarinos (U-Boot-Kriegsabzeichen) - 1918.
- Cruz de Honor de Combatiente del Frente 1914-1918 (Ehrenkreuz für Frontkämpfer) - 20/10/1934.
- Medalla de Servicios de las Fuerzas Armadas de 4.ª Clase por 4 años (Wehrmacht-Dienstauszeichnung IV. Klasse, 4 Jahre) -  02/10/1936.
- Medalla de Servicios de las Fuerzas Armadas de 3.ª Clase por 12 años (Wehrmacht-Dienstauszeichnung III. Klasse, 12 Jahre) -  02/10/1936.
- Medalla de Servicios de las Fuerzas Armadas de 2.ª Clase por 18 años (Wehrmacht-Dienstauszeichnung II. Klasse, 18 Jahre) -  02/10/1936.
- Medalla de Servicios de las Fuerzas Armadas de 1.ª Clase por 25 años (Wehrmacht-Dienstauszeichnung I. Klasse, 25 Jahre) -  02/10/1936.
- Orden del Mérito Jalifiano de España, Grado Comandante - 05/03/1938 .
- Cruz de la Real Orden al Mérito de Hungría, Grado Comandante (A Királyi Magyar Érdemrend parancsnoki keresztje) - 20/10/1938.
- Cruz al Mérito de la Marina española 3.ª Clase con distintivo blanco - 21/10/1939
- Cruz al Mérito de la Marina española 2.ª Clase con distintivo amarillo - 21/10/1939
- Cruz española en oro con espadas (Spanienkreuz in Gold mit Schwertern) - 06/06/1939
- Plaqueta de plata Instituto Alemán de Asuntos Exteriores (Silberne Plakette des Deutschen Auslandsinstitutes) - 1939.
- Medalla de la Campaña española - 1939
- Broche de la Cruz de Hierro 1939 de 2.ª Clase (1939 Spange zum EK II) - 01/1940
- Broche de la Cruz de Hierro 1939 de 1.ª Clase (1939 Spange zum EK I) - 01/1940
- Orden de la Corona de Italia, Grado Comandante (Ordine della Corona d'Italia – laurea Commendatore) - 11/03/1941
- Cruz alemana en oro (Deutsches Kreuz in Gold) - 20/11/1941
- Insignia de Flota de Alta Mar (Flotten-Kriegsabzeichen) - 1941
- Mención en el Informe de las Fuerzas Armadas (Namentliche Nennung im Wehrmachtbericht) - 13/02/1942
- Cruz de Caballeros de la Cruz de Hierro – N° 105 (Ritterkreuz des Eisernen Kreuzes N° 105) - 21/03/1942.
- Cruz de Caballeros de 2.ª Clase con Espadas de la Orden de la Casa Ernestina de Sajonia (Ritterkreuz II. Klasse des Herzoglich Sachsen-Ernestinischen Hausordens mit Schwertern).